# Tramwaje w Charkowie

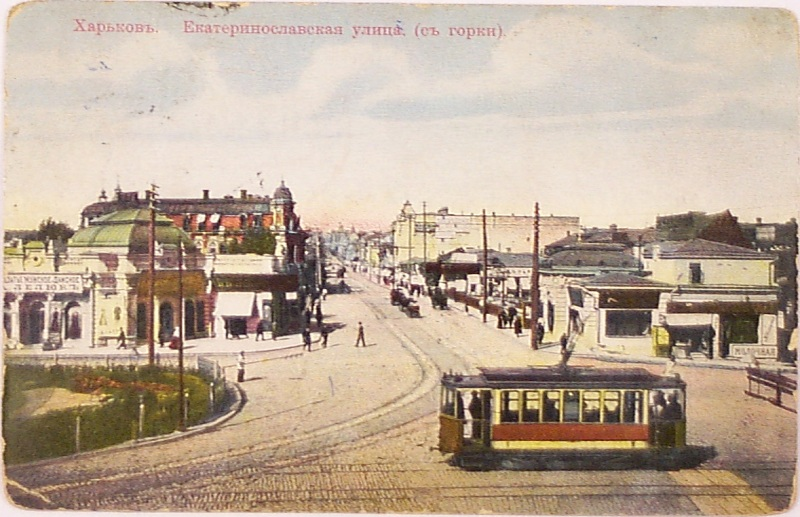
Tramwaj na ul. Jekaterynosławskiej, początek XX wieku

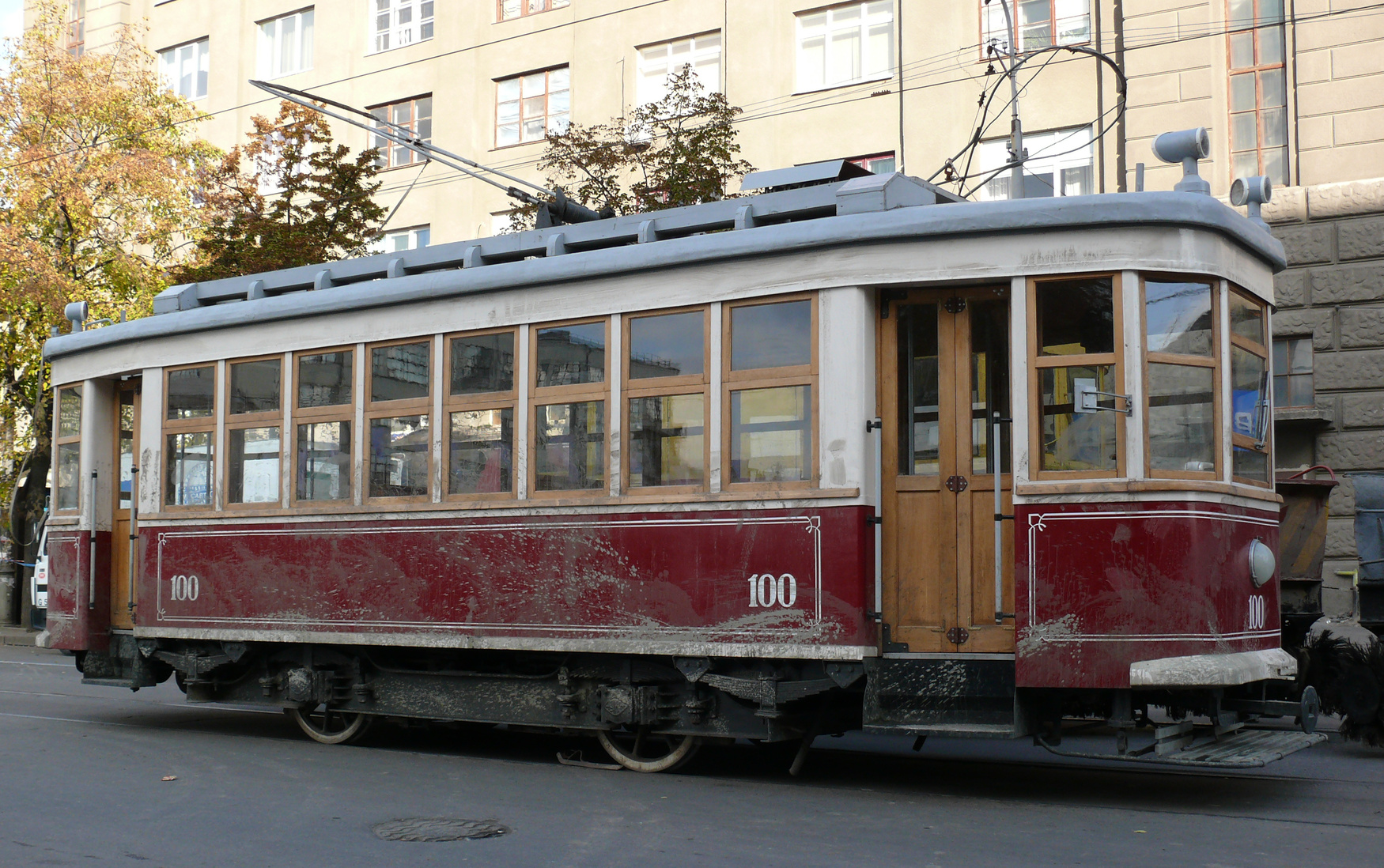
Zabytkowy tramwaj typu Ch

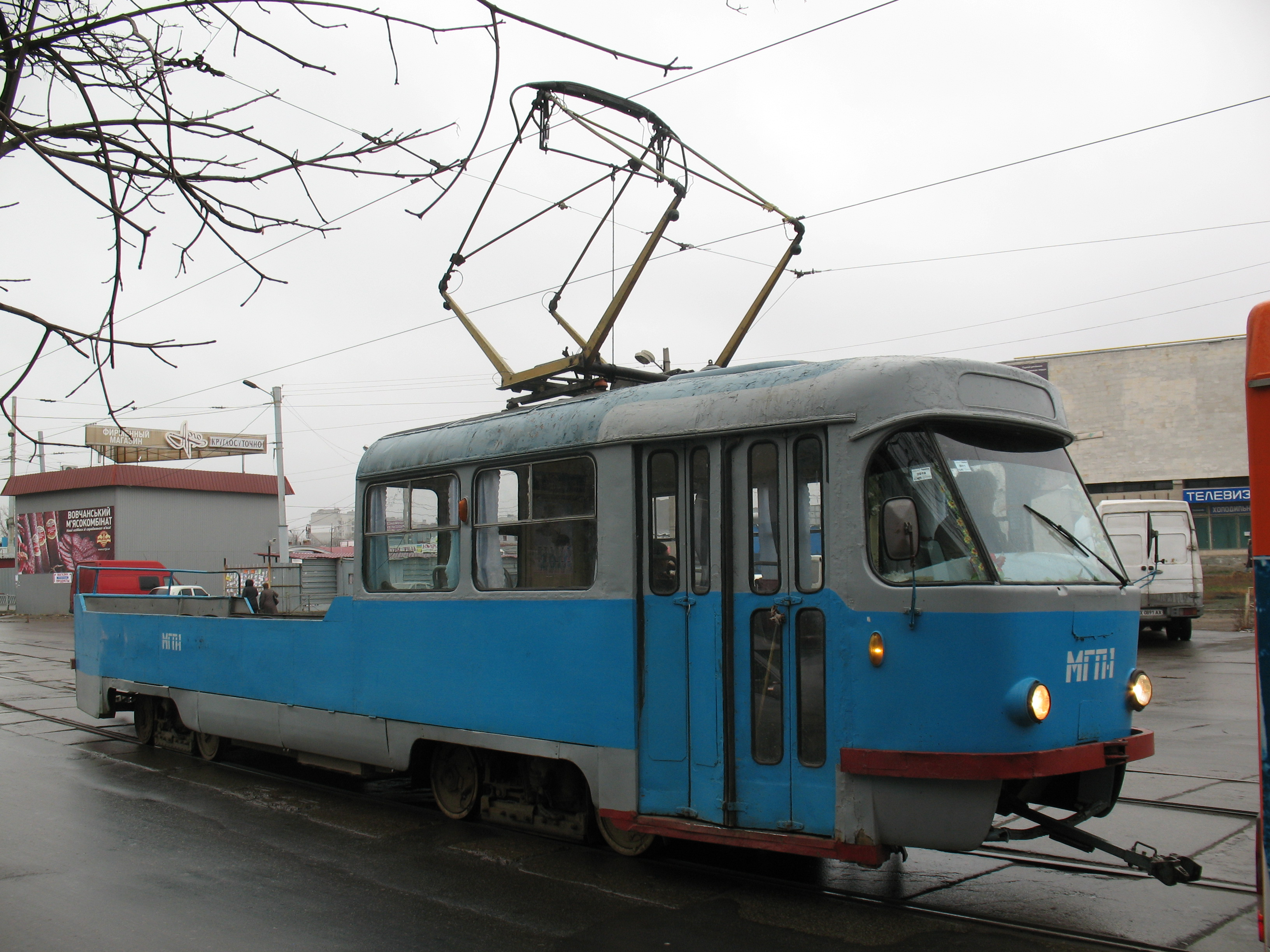
Dwudrzwiowa Tatra T3SU jako wagon techniczny

Tramwaje w Charkowie − system komunikacji tramwajowej działający w ukraińskim mieście Charków. 

## Historia
31 maja 1882 zawarto umowę na budowę linii tramwajowej. Uruchomienie pierwszej linii łączącej dworzec kolejowy z centrum miasta nastąpiło 12 września 1882. 3 lipca 1906 uruchomiono pierwsze tramwaje elektryczne. W 1910 wybudowano zajezdnię „Piskunowskiego” oraz linię na ulicy Puszkińskiej. W lipcu 1910 rozpoczęto prace nad budową linii tramwajowej na ulicy Petinskiej. 2 lutego 1912 otwarto dwie nowe linie nr 4 i 5. Trasa linii:
- 4: Gorpark - ulica Kładbiszczenskaja
- 5: Bałaszowskij wokzał - ulica Kładbiszczenskaja

27 września 1922 uruchomiono ponownie linię nr 2 na trasie Kłoczkowskaja – plac Róży Luksemburg. Kolejną linię uruchomiono 12 listopada 1922. Nową linię oznaczono nr 1A, kursowała na trasie plac Róży Luksemburg – Osnowianskij most. W 1927 przebudowano torowiska na szerokość 1524 mm. 19 października 1941 zawieszono kursowanie komunikacji tramwajowej, którą 29 listopada 1943 wznowiono. W 1963 uruchomiono zajezdnię tramwajową Oktiabrskoje. W 1967 zamknięto linię nr 22, która kursowała na trasie Wokzał – Zalutino. 20 kwietnia 1967 zamknięto linię nr 8. W 1968 linię nr 18 która dotychczas kursowała na trasie Gigant – Centr – ChTZ przedłużono do fabryki płytek ceramicznych. 1 stycznia 1981 zamknięto linię nr 20 na trasie Gorpark – Płytocznyj zawod. Kolejną zajezdnię uruchomiono 6 listopada 1982 (Sałtowskoje). W 1984 zlikwidowano linię nr 1, która kursowała na trasie  Wokzał – Iwanowka, a także zmieniono trasę linii nr 17 z dotychczasowej Gorpark – stacja metra „Centralnyj rynok” na nową: Lesopark – Gosprom – Bursackij most – Iwanowka. 1 kwietnia 1987 uruchomiono nową linię nr 9, która kursowała na trasie z dworca południowego do Nowożanowa. W 2000 zlikwidowano linię tramwajową na ulicy Pietrowskiego i Mironosickiej od ulicy Pietrowskiego do Majakowskiego. W 2009 zlikwidowano trasę tramwajową na ulicy Puszkińskiej, a w 2010 na ulicy Kłoczkowskiej. 

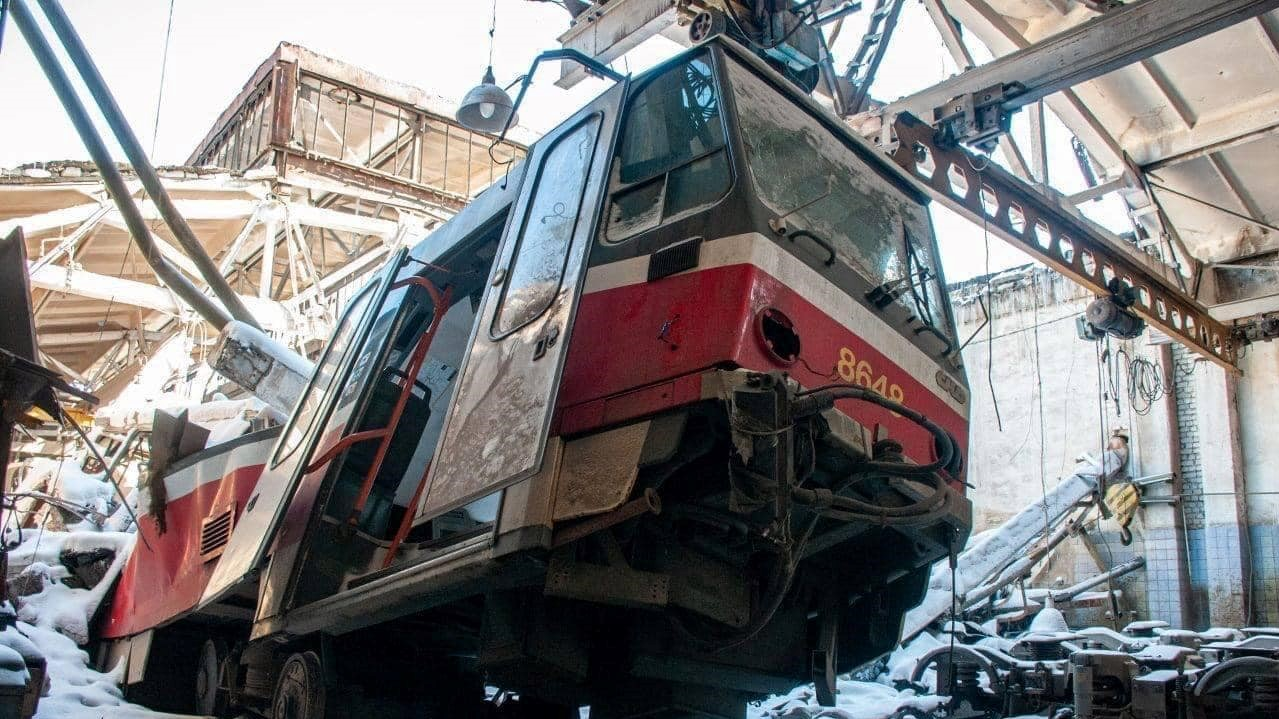
Tramwaj Tatra T6A5 zniszczony w wyniku rosyjskiego bombardowania zajezdni na Sałtiwce

W czasie rosyjskiej inwazji na Ukrainę, 3 marca 2022 r. w zajezdnię tramwajową na Sałtiwce uderzyła rakieta. Poważnie uszkodzony został zabytkowy tramwaj MTW-82 oraz kilka wagonów Tatra T3SU.

## Zajezdnie
Obecnie w Charkowie funkcjonują dwie zajezdnie tramwajowe:
- Sałtiwśke tramwajne depo (ros. Sałtowskoje tramwajnoje diepo)
- Żowtnewe tramwajne depo (ros. Oktiabrskoje tramwajnoje diepo)

## Linie
W maju 2018 r. w Charkowie było 12 linii tramwajowych:
| Linia | Trasa                                       |
| ----- | ------------------------------------------- |
| 1     | Piwdennyj wokzał ↔ Iwaniwka                 |
| 3     | Zalutyne ↔ Nowożanowo                       |
| 5     | Park Maszynobudiwnykiw (JUMT) ↔ wuł. Odeśka |
| 6     | Piwdennyj wokzał ↔ 602 mikrorajon           |
| 7     | Piwdennyj wokzał ↔ Nowoseliwka              |
| 8     | 602 mikrorajon ↔ wuł. Odeśka                |
| 12    | Piwdennyj wokzał ↔ Lisopark                 |
| 16A   | Sałtiwśka ↔ Lisopark                        |
| 20    | Piwdennyj wokzał ↔ prosp. Peremohy          |
| 23    | Sałtiwśka ↔ Piwdenno-Schidna                |
| 26    | Piwdenno-Schidna ↔ Żurawliwśkyj hidropark   |
| 27    | Sałtiwśka ↔ Nowożanowo                      |

## Tabor
W 1928 posiadano 100 tramwajów typu Ch. W grudniu 1982 przeprowadzano testy ze składami złożonych z trzech wagonów Tatra T3SU. W 2006 odbudowano tramwaj typu Ch na 100 lecie tramwajów elektrycznych w Charkowie. W 2007 rozpoczęto eksploatację tramwajów KTM-19KT, a w 2009 zmodernizowanych tramwajów Tatra T3 oznaczonych jako Tatra T3WPA. W drugiej połowie 2011 r. zakupiono 10 tramwajów wycofanych z ruchu w Pradze. Sprowadzono wówczas sześć tramwajów Tatra T3M, jeden T3SU i trzy T3SUCS. Wiosną 2017 r. do eksploatacji wprowadzono tramwaj typu Tatra T3WPNP, który przeszedł remont w miejscowych warsztatach. W trakcie przebudowy wymieniono silniki oraz hamulce, odnowiono przedział pasażerski, zmodernizowano wygląd oraz nadwozie tramwaju, które stało się częściowo niskopodłogowe. Dostęp do części niskopodłogowej ułatwia rozkładana rampa. Planowana jest modernizacja następnych czterech tramwajów na typ T3WPNP.
Tabor w Charkowie składa się w większości z wagonów tramwajowych produkcji czechosłowackiej oraz czeskiej. W maju 2018 r. posiadano 288 tramwajów, w tym 231 w ruchu liniowym:
| Zdjęcie                                                     | Typ            | Eksploatacja od | Liczba |
| ----------------------------------------------------------- | -------------- | --------------- | ------ |
|                                                             | Tatra T3SU     | 1976            | 103    |
|                                                             | Tatra T6B5SU   | 1988            | 22     |
|                                                             | KTM-19KT       | 2006            | 8      |
|                                                             | Tatra T3WPA    | 2009            | 4      |
|                                                             | Tatra T3M      | 2011            | 15     |
| Tatra T3SUCS nr 7050 w Pradze. Obecnie kursuje w Charkowie. | Tatra T3SUCS   | 2011            | 72     |
| Tatra T3 nr 6957 w Pradze. Obecnie kursuje w Charkowie.     | Tatra T3       | 2012            | 7      |
| Tatra T3A w Rydze. Podobne tramwaje kursują w Charkowie.    | Tatra T3A      | 2013            | 27     |
|                                                             | Tatra T6A5     | 2016            | 10     |
|                                                             | Tatra T3-WPSt  | 2017            | 12     |
|                                                             | Tatra T3WPNP   | 2017            | 1      |
| Łączna liczba:                                              | Łączna liczba: | Łączna liczba:  | 288    |

Tabor techniczny składa się z 43 tramwajów; w większości są to tramwaje MTW-82 (21 wagonów), jest także kilka byłych tramwajów liniowych typu KTM-5 (2 wagony) oraz Tatra T3SU (4 wagony).
Tabor muzealny składa się z dwóch wagonów:
- Ch nr 100
- MTW-82 nr 055 (mocno zniszczony 3 marca 2022 r. w bombardowaniu[1])